# 水野富夫
水野 富夫（みずの とみお、1949年〈昭和24年〉10月2日 - ）は、日本の政治家。愛知県清須市・北名古屋市・西春日井郡豊山町選挙区選出の愛知県議会議員（自由民主党所属、11期）。第81代愛知県議会議長。自由民主党愛知県支部連合会副会長。愛知県議会永年在職者。

## 経歴
1949年（昭和24年）愛知県生まれ。愛知高等学校を経て、1972年（昭和47年）愛知学院大学経済学部卒業。
1975年（昭和50年）西春町議会議員、1983年（昭和58年）愛知県議会議員に初当選。
1995年（平成7年）5月、自民党愛知県議団幹事長に就任。
2001年（平成13年）5月、愛知県議会議長に就任。
2013年（平成25年）5月、自民党愛知県議団の団長選挙に立候補したが、田辺克宏に敗れた（田辺31票、水野18票）。大村秀章との歩み寄りを模索する県議らが水野を推した一方、大村と対立する県議らが田辺を支援し、大村との距離感をめぐり団内の温度差が表面化した形となった。同月18日、愛知県議会議員在職30年となり、永年在職者の表彰を受けた。同県議会の永年在職者は水野で16名となった。

### 2015年愛知県議会議員選挙
2015年愛知県議会議員選挙では、自身の元秘書で元西春町長の太田考則(2022年4月より北名古屋市長)が出馬し、「今回は最初の選挙より厳しい」と危機感を強めたが、水野が師弟対決を制して9選を果たした。
- 告示日：2015年4月3日
- 定数：2人
- 投票日：2015年4月12日
- 当日有権者数：129,759人[13]
- 投票率：35.21%[13]

| 候補者名 | 当落 | 年齢 | 所属党派   | 新旧別 | 得票数   |
| -------- | ---- | ---- | ---------- | ------ | -------- |
| 水野富夫 | 当   | 65   | 自由民主党 | 現     | 16,775票 |
| 安藤敏毅 | 当   | 57   | 民主党     | 現     | 14,119票 |
| 太田考則 | 落   | 47   | 無所属     | 新     | 9,221票  |
| 中川敦史 | 落   | 43   | 無所属     | 新     | 4,713票  |

2019年（平成31年）3月29日告示、4月7日投票の2019年愛知県議会議員選挙にて、無投票で10期目の当選を果たした。

### 2023年愛知県議会議員選挙
2023年愛知県議会議員選挙では、安藤のほかに北名古屋市議会議員を辞職して阿部武史が参戦し8年ぶりの選挙戦に。水野が自民党の公認を受ける一方、阿部は無所属ながら神田憲次（愛知県第5区）、太田考則（北名古屋市長）、永田純夫（清須市長）などが支援し保守分裂の激戦となった。太田は8年前の県議選（上述）で水野に敗れたが、2022年の北名古屋市長選挙では水野が支援した候補を下して当選した経緯がある。阿部と保守票を奪い合う形となり、多選批判もあったが地力を見せて11回目の当選を果たした。
- 告示日：2023年3月31日
- 定数：2人
- 投票日：2023年4月9日
- 当日有権者数：135,948人
- 投票率：33.09%（前回比：3.92pts）

| 候補者名 | 当落 | 年齢 | 所属党派   | 新旧別 | 得票数   |
| -------- | ---- | ---- | ---------- | ------ | -------- |
| 阿部武史 | 当   | 45   | 無所属     | 新     | 17,473票 |
| 水野富夫 | 当   | 73   | 自由民主党 | 現     | 13,769票 |
| 安藤敏毅 | 落   | 65   | 立憲民主党 | 現     | 12,976票 |

## 人物

### 愛知のドン
大村秀章（愛知県知事）の後ろ盾であり、「愛知のドン」として知られている。2022年7月20日には、様々な業界のドンについて特集するTBS放送のテレビ番組「日本のドン」に出演した。番組では「愛知県のフィクサー」などと紹介され、政治評論家の有馬晴海は「知事がやろうとしていることができているのはこの人がキーマンなんだろうなという印象」、VTR出演した河村たかし（名古屋市長）は「ええか悪いか知らんけど、ボスみたいな人」と水野を評した。

### 水富王国
選挙区である清須市・北名古屋市・西春日井郡豊山町選挙区で10期40年の地盤を維持していることから、この選挙区は「水富王国」と呼ばれている。「日本のドン」出演時には、自ら軽トラックを運転してこの地域を案内し、二子公民館、豊山町役場、北名古屋市健康ドーム、北名古屋市総合運動広場、豊山グランド、北名古屋市ソフトボール球場、あいち航空ミュージアム、あいち朝日遺跡ミュージアム、北名古屋市ジャンボプール、豊山スカイプール、北名古屋市立師勝東小学校、名古屋芸術大学、愛知医療学院短期大学、愛知県立西春高等学校、愛知県立新川高等学校、北名古屋市立鴨田小学校、クリエ幼稚園、西春幼稚園、師勝はなの樹幼稚園、九之坪保育園について「あれは僕が作った」「補助金取ってきて、僕がみんな作った」、名古屋空港については「駐車場が足らんで立体にした」「全部用地買収したんだよ」「僕がみんな作った」、「道路もみんな僕が作ったやつだよ」として愛知県道161号名古屋豊山稲沢線、愛知県道163号一場中小田井線、愛知県道62号春日井稲沢線、愛知県道448号名古屋空港中央線、名古屋高速11号小牧線、さらには清須城についても「僕が作ったから」「絡んどる」と紹介した。現在建設中の北名古屋市民プールは、建設費の8割を名古屋市、残り2割の相当分もスポーツ庁が負担しており、北名古屋市の支出はほぼゼロだという。名古屋市が建設費を負担する理由については、隣接する焼却場で名古屋市のゴミを受け入れるためだと説明した。

### その他
- 水野の個人事務所は6時10分に開かれるが、その時間には列ができており、県議や県庁の課長クラスの職員から、中央官庁の役人や自衛隊幹部まで、午前中だけで毎日30人ほどが訪れるという[17]。なお、この様子も「日本のドン」で紹介されたが、マスクを外してタバコを吸いながら近距離で会話する水野の態度に「パワハラだ」などの批判が集まった[21]。
- 2015年4月の統一地方選で改選された愛知、岐阜、三重県議の資産報告書が公開された際、三県の県議の中で個人資産総額が最多だった[22]。

## 栄典
- 愛知県議会永年在職者 - 2013年5月18日[5]

## 出演

### テレビ番組
- 日本のドン（2022年7月20日、TBSテレビ）[23]